# 庞均
庞均（1914年—1985年），男，山东禹城人，中华人民共和国政治人物，曾任中共石家庄市委书记，河北省政协副主席。